# Шестопёров, Сергей Владимирович
Сергей Владимирович Шестопёров — советский хозяйственный, государственный и политический деятель.

## Биография
Родился в году в . Член КПСС с года.
С 1920 года — на хозяйственной, общественной и политической работе. В 1920—1984 гг. — техник Аэросъемочного института, инженер на строительстве Киевского порта, военный инженер-строитель в Крыму, начальник отдела бетонных работ, начальник лаборатории строительства канала Москва-Волга, участник строительства Куйбышевского гидроузла, начальник Центральной бетонной лаборатории института Гидропроект, начальник отдела стройматериалов, начальник Центральной лаборатории Челябметаллургстроя НКВД, главный инженер на
строительстве Таллинской военно-морской базы, заместитель директора по научной работе Дорожного научно-исследовательского института ГУШОСДОР, научный работник ЦНИИС, заведующий кафедрой дорожно-строительных материалов Московского автомобильно-дорожного института.
За разработку и внедрение в строительство способов механизированной укладки бетонной смеси был как руководитель работы удостоен Сталинской премии 1951 года.
За разработку научных основ создания долговечного морозостойкого бетона для транспортного и гидротехнического строительства был единолично удостоен Государственной премии СССР в области техники 1982 года.
Умер в Москве в 1984 году. Похоронен на Введенском кладбище (23 уч.).